# Postuniform

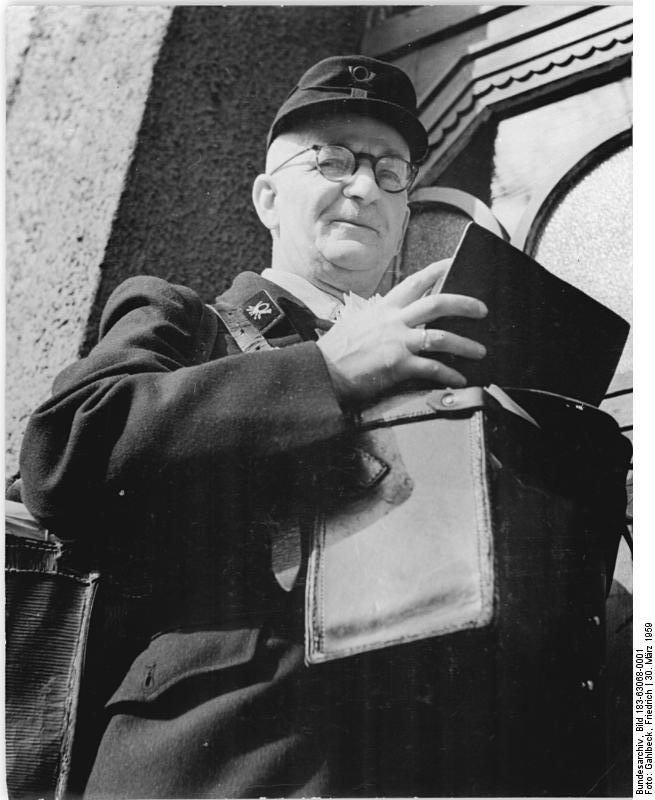
Briefträger Rudolf Hülle am Hauptpostamt, Erfurt
(DDR, 1959)

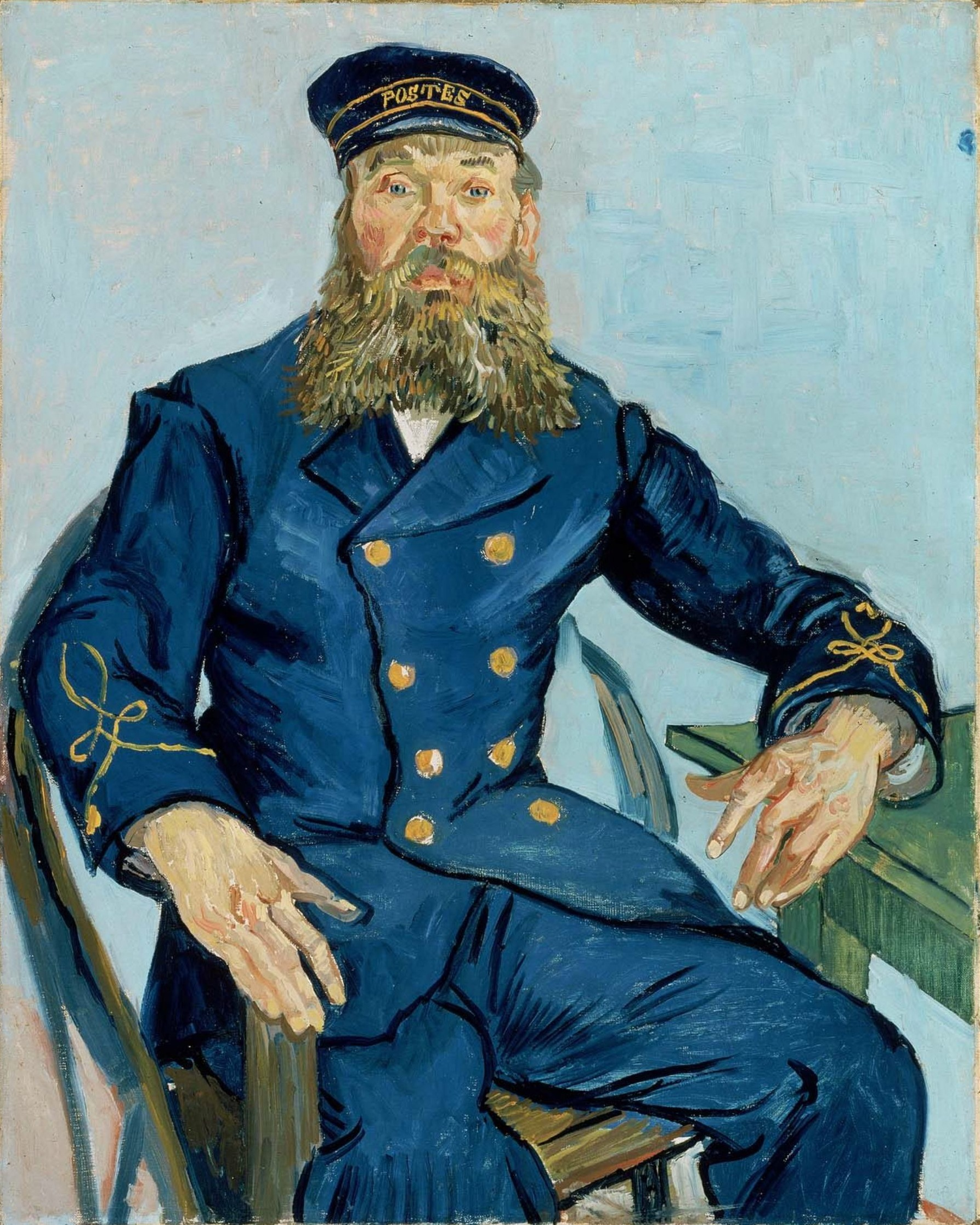
Vincent van Gogh: Porträt des Postboten Joseph Roulin (Frankreich, 1888)

Als Postuniform bezeichnet man die Dienstbekleidung von Postunternehmen. Die Uniform (lateinisch-französisch Adj. uniform: „einheitlich, gleichförmig“) dient der Wiedererkennbarkeit nach außen und der Zugehörigkeit der Postbeamten zum Unternehmen.

## Geschichte
Früher dienten Postuniformen auch der Positionierung innerhalb der Hierarchie. Seit 1872 gab es posteigene Kleiderkassen, die die Bestellung, Auslieferung und halbjährliche Beitragserhebung für die Dienstuniformen für die Oberpostdirektion der Reichspost übernahmen. Die dunkelblauen Postuniformen nach dem Schnitt der preußischen Militär-Waffenröcke hatten goldfarbene Knöpfe mit Kaiserlichem Adler. Der Kleidungsschnitt der Postuniformen wandelte sich in den 1920er Jahren vom strengen „Rock“ zur bequemeren „Joppe“.
In den 1950er Jahren waren differenzierte Kragenspiegel an den Dienstkleidungen in BRD und DDR noch vorgeschrieben, die in den 1960er und 1970er Jahren zu Dienstgradabzeichen am Ärmelaufschlag geändert wurden. Auch diese wichen schon wenig später und die klassische Schirmmütze wurde noch bis zur Änderung der Postdienstkleidung 1990 getragen.
Nach der Postreform 1997 zeichnet sich die neu eingeführte Unternehmensbekleidung durch einen Verzicht auf Rangabzeichen und eine hohe Funktionalität aus.

## Postuniformen weltweit
Nicht nur in Deutschland haben die verschiedenen Postunternehmen verschiedene Dienstbekleidungen, auch in anderen Ländern der Welt erkennt man die Mitarbeiter der Post an den signifikanten Farben der jeweiligen Uniform. Generell wird das Posthorn als Symbol auf den Uniformen verwendet.

### Deutschland
Die Bekleidung der Deutschen Post hat einheitliche Farben: Gelb und Schwarz. Die Mitarbeiter dürfen sich aus dem Katalog des Postunternehmens ihre Dienstkleidung selbst aussuchen.

### Österreich
Wie in Deutschland ist Gelb die Hauptfarbe der Post in Österreich. Die Postmitarbeiter tragen schwarz-gelbe Kleidung, die sie sich aus einer Auswahl aussuchen dürfen.
2017 entwarf Designerin Marina Hoermanseder ein neues Corporate Design für die Österreichische Post inklusive neuer Uniformen.

### Schweiz
Das Logo der schweizerischen Post sowie die Hauptfarbe des Unternehmens ist – wie auch in Deutschland und Österreich – Gelb. Im Gegensatz dazu ist die Farbe der Dienstkleidung der schweizerischen Post Grau.

### Großbritannien
Die Post für das gesamte Vereinigte Königreich heißt „Royal Mail“. Das bedeutet übersetzt „königliche Postgesellschaft“, weil die Royal Mail im Jahr 1516 vom König Englands gegründet wurde.
Die Mitarbeiter tragen rote Kleidung, entsprechend den meist roten Briefkästen.

### Italien
Die Farben der italienischen Post sind Blau und Gelb. Sie heißt „Poste Italiane“ und die Zusteller tragen meistens blau-gelbe Kleidung. Sie müssen keine Uniform tragen, sondern dürfen sich ihre Kleidung selbst aussuchen.

### Finnland
Die Post in Finnland heißt Posti. Die Uniform der Mitarbeiter ist in der Farbe Orange und auch die Postfilialen und Briefkästen sind in Finnland orange.

### Kanada
Die kanadische Postgesellschaft heißt „Canada Post“ und „Postes Canada“ – Englisch und Französisch sind die beiden Nationalsprachen. 
Die Postzusteller tragen Uniformen in den Farben Hellblau und Dunkelblau.

### Australien
Ein Postzusteller wird in Australien „Postie“ genannt. Diese sind häufig morgens unterwegs, wenn es noch dunkel ist. Um die Sicherheit und Erkennbarkeit zu gewährleisten, ist die Postuniform daher in leuchtendem Gelb.

### Irland
Der Name der Post in Irland ist „An Post“ und bedeutet auf Deutsch „die Post“. Die Hauptfarbe des Unternehmens ist Grün und auch alle Autos und Postkästen der irischen Post sind grün. Die Mitarbeiter haben im Jahr 2011 neue Uniformen bekommen – diese sind überwiegend dunkelblau.